# Guatteria xylopioides
Guatteria xylopioides là loài thực vật có hoa thuộc họ Na. Loài này được R.E.Fr. mô tả khoa học đầu tiên năm 1939.